# Violette Leduc
Violette Leduc (Arràs, 7 d'abril de 1907 – Faucon, 28 de maig de 1972) va ser una escriptora francesa. Les seves obres toquen temes tabús, com la sexualitat femenina, el lesbianisme o l'avortament.

## Biografia
Escriptora heterodoxa, era filla il·legítima de Berthe Leduc i André Debaralle. Violette patí la major part de la seva infantesa de baixa autoestima, exacerbada per l'hostilitat i la falta d'atenció de la seva mare. No obstant això, establí llaços d'amistat amb la seva àvia, Fideline, i la seva tia materna Laure.
La seva educació formal començà el 1913, però es va veure interrompuda a causa de la Primera Guerra Mundial. En acabar la guerra, tornà a l'escola, al col·legi de Douai, on experimentà una relació lèsbica amb una companya de curs i amb una professora de música, que va ser acomiadada després que es conegués l'incident. El seu nom era Hermine i foren parella durant anys.
L'any 1926 es mudà a París i es matriculà al Liceu Racine. Aquell mateix any no aprovà l'examen d'ingrés (baccalauréat) a la Universitat i començà a treballar com a operadora telefònica i secretària a l'Editorial Plon.
El 1942 conegué Maurice Sachs i Simone de Beauvoir, que l'animaren a escriure. La seva primera novel·la, L'Asphyxie, fou publicada per Albert Camus a l'Editorial Gallimard i fou elogiada per Jean-Paul Sartre, Jean Cocteau i Jean Genet.
El 1955, Leduc fou obligada a eliminar passatges de la seva novel·la Ravages a causa d'episodis sexualment explícits que descrivien escenes de lesbianisme. Els passatges censurats foren finalment publicats com una novel·la, Thérèse et Isabelle, el 1966. Una altra de les seves novel·les, Le Taxi, produí controvèrsia a causa de la descripció d'un incest entre germà i germana. La crítica literària Edith J. Benkov comparà aquesta novel·la amb l'obra de Marguerite Duras i Nathalie Sarraute.
La seva obra més coneguda, les memòries La Bâtarde, va ser publicada el 1964. Fou finalista del Premi Goncourt i ràpidament es convertí en un best-seller, amb l'edició de més de cent mil exemplars. Després va escriure vuit llibres més, entre els quals La Folie en tête, la segona part de la seva autobiografia literària. Leduc va desenvolupar càncer de mama i morí a l'edat de 65 anys després de dues operacions.
L'any 1968 Radley Metzger dirigí la pel·lícula Thérèse and Isabelle, basada en la novel·la de Leduc, i protagonitzada per Essy Persson i Anna Gael. El 2013 el paper de Leduc va ser interpretat per Emmanuelle Devos en la pel·lícula Violette, de Martin Provost.

## Obres
- L'Asphyxie, 1946
- L'Affamée, 1948
- Ravages, 1955
- La Vieille Fille et le Mort, seguida de Les Boutons dorés, 1958
- Trésors à prendre, 1960
- La Bâtarde, 1964
- La Femme au petit renard, 1965
- Thérèse et Isabelle, 1966
- La Folie en tête, 1970
- Le Taxi, 1971
- La Chasse à l'amour, 1973
- Thérèse et Isabelle, text complet de 1954, notes i postdata de Carlo Jansiti, Gallimard, 2000. (Traducció al català: Thérèse i Isabelle, RBA La Magrana, 1993)
- Je hais les dormeurs, il·lustrat per Béatrice Cussol, Éditions du Chemin de fer, 2006
- Correspondance 1945-1972, cartes escollides, anotades i prologades per Carlo Jansiti, Gallimard, 2007
- La Main dans le sac, editada per Catherine Viollet, Éditions du Chemin de fer, 2014